# Escándalo político
Un escándalo político es un affaire en el que un político o grupo de políticos son acusados de realizar prácticas ilegales, poco éticas o corruptas y que al descubrirse se convierte en un caso mediático.
El escándalo político puede adoptar las formas de fraude electoral, soborno, malversación de fondos, etc. Su naturaleza sigilosa lo vuelve difícil de combatir antes de que aparezca en la opinión pública. Además, en muchos países, las instituciones que monitorean la corrupción son ellas mismas corruptas, y los medios de comunicación son ineficaces en denunciar dichos actos.[cita requerida]
Escasas evaluaciones se han realizado en los países en desarrollo, recibiendo especial atención dos tipos de intervención anticorrupción: la divulgación pública de información sobre corrupción y las campañas de movilización electoral contra el fraude electoral. Ambas han tenido más éxito en controlar la corrupción cuando hay votos en juego. Por su parte, se debe tomar en cuenta la dinámica del poder local y las percepciones de la población, las cuales influyen en cuan activamente los ciudadanos participen en tales iniciativas. Asimismo, es clave el apoyo gubernamental a las intervenciones, ya que de esto puede depender el éxito de los programas.

## Delimitación
No todos los actos potencialmente reprobables realizados por un político y con cobertura mediática constituyen escándalos políticos. Una de sus características es que debe implicar un perjuicio hacia los intereses públicos, ser contrario a la ley o involucrar un conflicto de intereses con el cargo del político. Los actos que pertenezcan a la órbita privada no suelen considerarse escandalosos, aunque reciban atención pública.
Tampoco se suelen considerar como escándalos políticos los actos que se toman fundamentándose en una determinada ideología política, o los que perjudican a los intereses públicos por haberse basado en análisis estratégicos equivocados.